# 소노바
소노바 홀딩 AG(Sonova Holding AG)는 스위스 슈테파에 소재한 보청기, 인공와우, 무선 통신 등 청각 보조 분야에 특화된 다국적 기업 집단이다. 소노바 그룹은 포낙(Phonak), 유니트론(Unitron), 어드밴스드 바이오닉스(Advanced Bionics), 오디오노바(AudioNova) 브랜드를 통해 사업을 영위하고 있으며 젠하이저 제품을 면허생산하고 있다.